# Приключения капитана Алатристе
«Приключения капитана Алатристе» (исп. Las aventuras del capitán Alatriste) — цикл историко-приключенческих романов испанского писателя Артуро Переса-Реверте, действие которого происходит в Европе XVII века.

## Книги и сюжет
- 1996 — «Капитан Алатристе» (исп. El capitán Alatriste). Испания, XVII век. Время правления Филиппа IV. Ветеран войны во Фландрии Диего Алатристе после ранения возвращается в Мадрид. Председатель святой инквизиции предлагает ему выгодное для церкви дело: убить двух англичан.
- 1997 — «Чистая кровь» (исп. Limpieza de sangre). Алатристе нападает на монастырь, чтобы вызволить насильно содержащуюся там девушку, и сам оказывается в ловушке.
- 1998 — «Испанская ярость» (исп. El sol de Breda[1]). Алатристе снова воюет во Фландрии и участвует в осаде крепости Бреда.
- 2000 — «Золото короля» (исп. El oro del rey). Алатристе уходит в отставку. Он получает задание от короля: захватить галеон, следующий из Америки с контрабандным золотом.
- 2003 — «Кавалер в жёлтом колете» (исп. El caballero del jubón amarillo). Алатристе влюбляется в актрису Марию де Кастро, но у него появляется неожиданный соперник.
- 2006 — «Корсары Леванта» (исп. Corsarios de Levante). Алатристе вместе с командой галеры «Мулатка» преследует турецкие и пиратские суда на Средиземном море.
- 2011 — «Мост убийц» (исп. El puente de los asesinos). Алатристе в Венеции.

## Основные персонажи

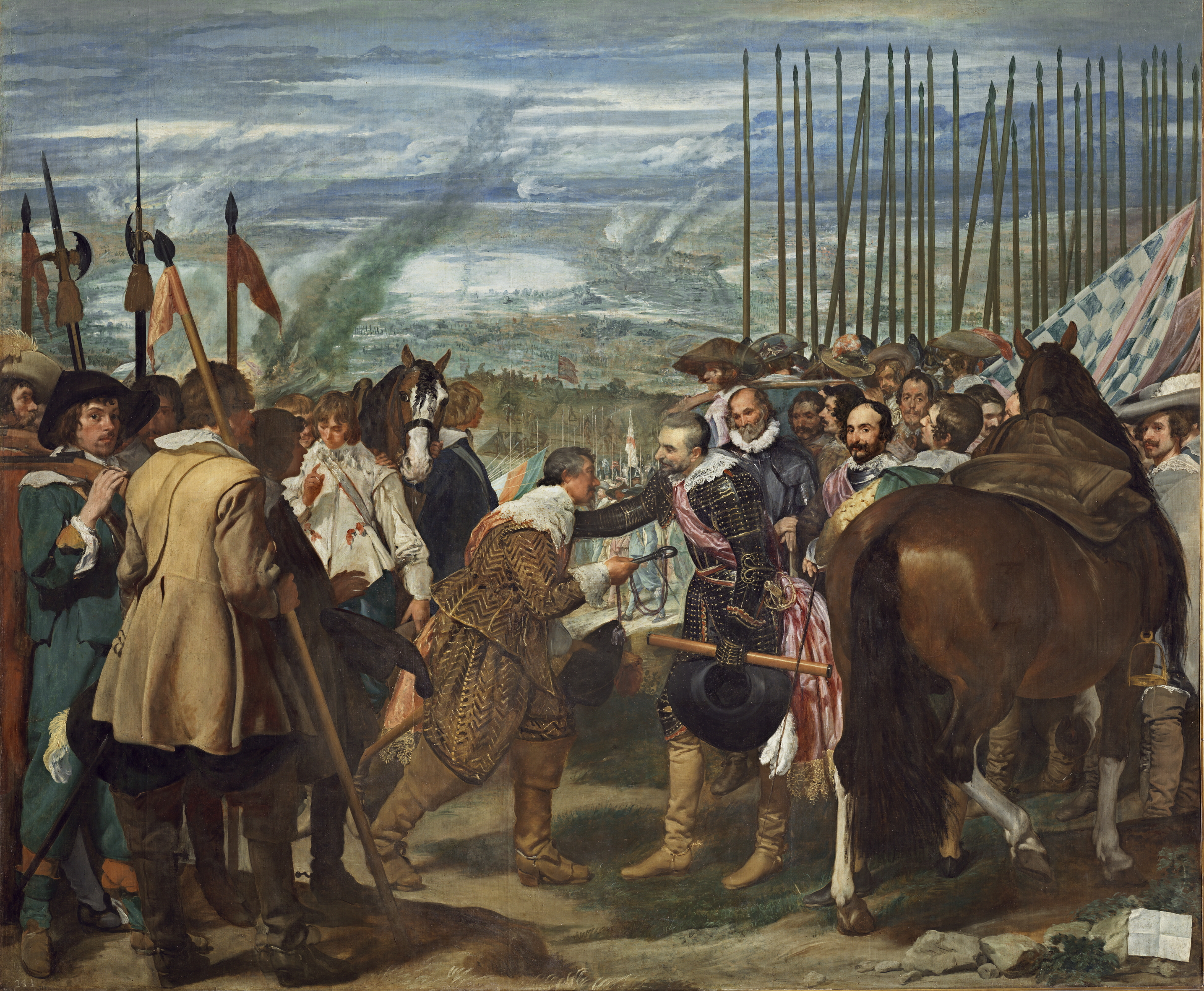
В книгах цикла утверждается, что Алатристе якобы изображён на картине Диего Веласкеса «Сдача Бреды».

- Диего Алатристе — солдат испанской армии, воевавший во Фландрии, Италии, Леванте. Вне службы исполняет за деньги «грязные» поручения для короля. За храбрость в бою получил прозвище «капитан».
- Иньиго Бальбоа — паж капитана, сын его погибшего боевого товарища. В цикле он выступает как автор-рассказчик, причём подчёркивается, что рассказ он ведёт много лет спустя после описываемых событий, уже будучи отставным офицером гвардии испанского короля.
- Франсиско де Кеведо — известный в Мадриде и в Испании поэт, друг капитана.
- Граф Гуадальмедина — друг и покровитель капитана.
- Луис де Алькесар — личный секретарь короля, враг капитана.
- Падре Эмилио Боканегра — инквизитор, враг капитана.
- Гвальтерио Малатеста — наёмный убийца, враг капитана.
- Анхелика де Алькесар — племянница Луиса де Алькесара, возлюбленная Иньиго.
- Граф-герцог Оливарес — первый министр короля.
- Хуан Вигонь, Мартин Салданья, Себастьян Копонс — бывшие солдаты, друзья капитана.
- Мария де Кастро — актриса, возлюбленная капитана
- Среди прочих персонажей встречаются наследник английского престола Карл Стюарт, фаворит английского короля маркиз Бекингем, главнокомандующий испанской армией Амбросьо Спинола, драматург и поэт Лопе де Вега, художник Диего Веласкес, поэт Педро Кальдерон.

## История создания и публикации
Первый роман цикла «Капитан Алатристе» напечатан в 1996 году и был подписан именами не только Артуро Переса-Реверте, но и его дочери Карлотты. Именно она подтолкнула Переса-Реверте к написанию романов об Алатристе.
В Испании цикл стал очень популярен. Выпущены комиксы по мотивам книг. В 2002 году изображение Алатристе появилось на комплекте почтовых марок.

## Экранизация
В 2006 году вышел фильм Агустина Диаса Янеса «Капитан Алатристе». Первоначально предполагалось, что заглавную роль сыграет Антонио Бандерас. В итоге в фильме сыграл Вигго Мортенсен.
В 2015 году на экраны вышел первый сезон телесериала «Приключения капитана Алатристе».

## Перевод на русский язык
Изданием книг на русском языке занимается издательство «Эксмо». Первый роман цикла был напечатан в 2004 году, переводчиком этого и последующих романов стал Александр Богдановский.